# Centro Cultural Rougés
El Centro Cultural Alberto Rougés es un centro cultural de San Miguel de Tucumán, Tucumán, Argentina. Este se encuentra frente a Plaza Independencia, nombrado en honor al ex rector de la Universidad Nacional de Tucumán Alberto Rougés.

## Historia
La casa donde funciona el centro cultural fue construida en 1913 por José de Bassols para el industrial Julio Caínzo y su esposa. En 1918 la vivienda fue vendida al político Brígido Terán, acogiendo luego a Tribunales Federales. Esta fue construida en estilo academicista francés y como Petit Hotel.
En 1973 la Fundación Miguel Lillo, propietaria del espacio cultural, adquiere la propiedad. Por ello el 1 de junio de 1990 fue inaugurado el centro cultural gracias al crecimiento de la institución e integrar la investigación científica con la humanística.

## Descripción
La antigua casona del Centro Cultural Rougés posee tres plantas comunicadas por un ascensor, el cual es considerado como el más antiguo de Tucumán. En la planta baja se encontraban el comedor, salones y un escritorio, en el primer piso las habitaciones y en la tercera planta los cuartos de servicio. Además contaba con un subsuelo y 6 baños. El espacio cultural dispone de salas de convenciones para conferencias y exposiciones de arte y ciencias sociales, una biblioteca de Ernesto Padilla con 1300 ejemplares, de la familia Rougés, David Lagmanovich y de María Eugenia Valentié.